# Línea 145 (EMT Madrid)
La línea 145 de la EMT de Madrid une la estación de Conde de Casal con el Ensanche de Vallecas.

## Características

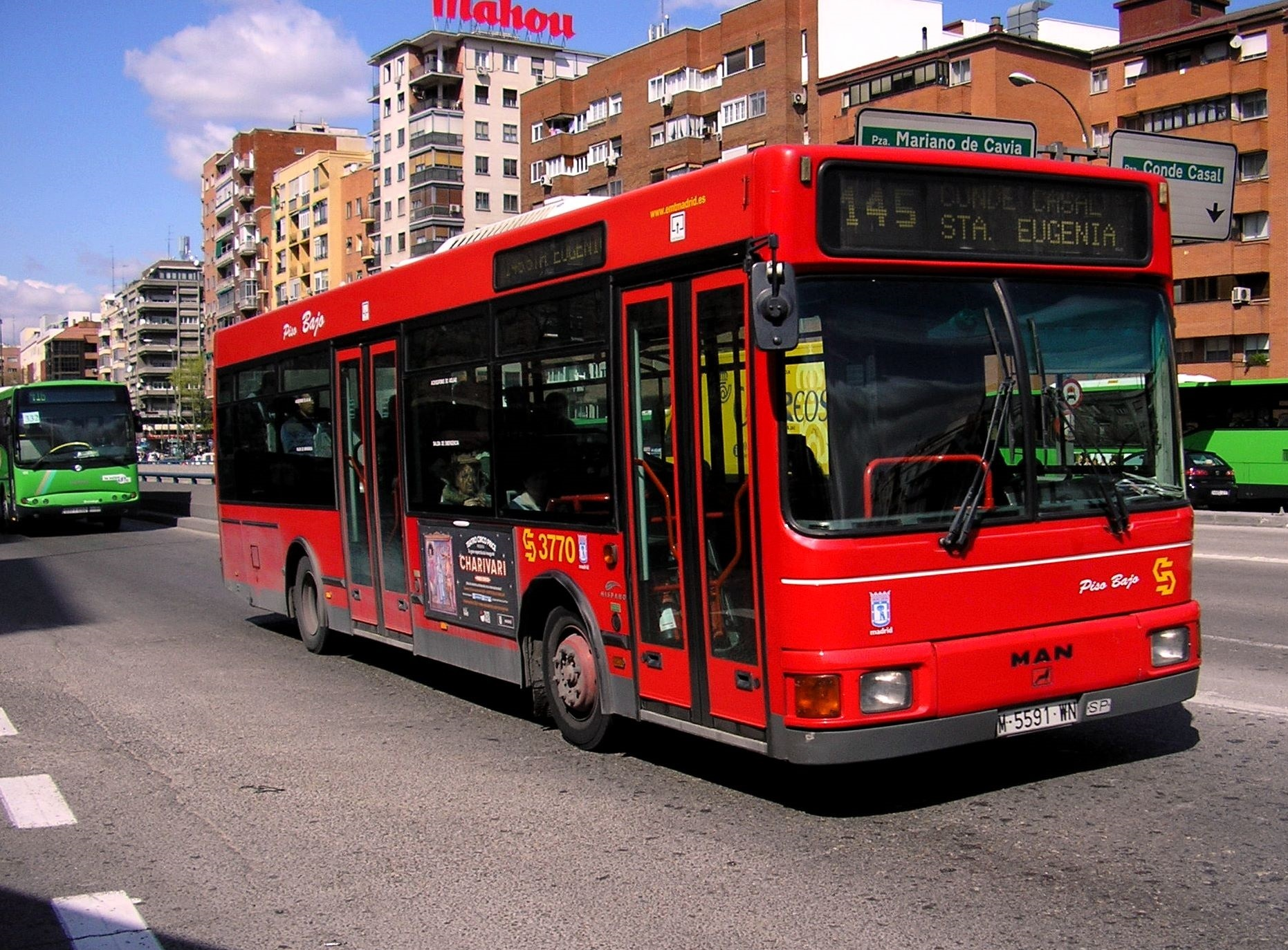
Un autobús de la línea en 2007

Fue creada en junio de 1988 a partir de la línea 63 con raya verde, haciendo el recorrido entre Conde de Casal y Santa Eugenia. La ruta variaba de la que realizaba la línea 63 únicamente en que esta última efectuaba paradas en las calles de El Bosco y Arroyo Fontarrón, mientras que la variante con raya verde iba directa por la A-3.
Posteriormente, el 16 de octubre de 2007 se prolongó hasta el Ensanche de Vallecas junto con la 142, con el fin de servir a los vecinos de este nuevo desarrollo urbanístico.
La línea 145 da cobertura a la Universidad Politécnica de Madrid y al barrio de Santa Eugenia, así como al Ensanche de Vallecas y al Centro Comercial La Gavia.

### Frecuencias
| Lunes a viernes laborables |               |
| De 6:00 a 8:00             | 11-18 minutos |
| De 8:00 a 22:00            | 9-15 minutos  |
| De 22:00 a 23:00           | 13-16 minutos |
| Sábados laborables         |               |
| De 6:00 a 10:00            | 14-21 minutos |
| De 10:00 a 21:00           | 14-15 minutos |
| De 21:00 a 23:00           | 15-25 minutos |
| Domingos y festivos        |               |
| De 7:00 a 10:00            | 16-30 minutos |
| De 10:00 a 22:00           | 16-18 minutos |
| De 22:00 a 23:00           | 17-25 minutos |

## Recorrido y paradas
NOTA: Debido a las obras de ampliación de la línea 11 de Metro, las paradas sombreadas en naranja sustituyen a aquellas sombreadas en rojo.

### Sentido Ensanche de Vallecas
| Código | Parada                                 | Común con                                     | Conexiones con Metro y Cercanías | Otros |
| ------ | -------------------------------------- | --------------------------------------------- | -------------------------------- | ----- |
| 4218   | CONDE DE CASAL                         |                                               | Conde de Casal                   |       |
| 51159  | Abtao-Av. del Mediterráneo             |                                               |                                  |       |
| 3350   | Mediterráneo-Pérez de Ayala            | E 331 332 333 334 339 341                     |                                  |       |
| 3351   | Mediterráneo-Pío Felipe                | E 331 332 333 334 339 341                     |                                  |       |
| 3353   | Mediterráneo-Pablo Neruda              | 63 E 312 312A 331 332 333 334 336 337 339 341 |                                  |       |
| 5150   | Mediterráneo-Politécnico               | 63 312 312A 331 332 333 334 336 337 339 341   |                                  |       |
| 2612   | Mediterráneo-Democracia                | 63 E 312 312A 331 332 333 334 336 337 339 341 |                                  |       |
| 2622   | Mediterráneo-Puentelarra               | 63                                            |                                  |       |
| 3967   | Santa Eugenia Cercanías                |                                               | Santa Eugenia                    |       |
| 3968   | Avenida Santa Eugenia 13               |                                               |                                  |       |
| 3969   | Avenida Santa Eugenia-Camino Vasares   |                                               |                                  |       |
| 2618   | Avenida Santa Eugenia-Puentelarra      | 63                                            |                                  |       |
| 2617   | Avenida Santa Eugenia-Virgen las Viñas | 63                                            |                                  |       |
| 3970   | Avenida Santa Eugenia-Fuentespina      |                                               |                                  |       |
| 3972   | La Gavia-Villamayor de Santiago        |                                               |                                  |       |
| 3975   | Las Gavia-Las Suertes                  |                                               |                                  |       |
| 3977   | La Gavia-Ensanche de Vallecas          |                                               |                                  |       |
| 3979   | Metro La Gavia                         |                                               | La Gavia                         |       |
| 3849   | Ensanche de Vallecas-Peñaranda         |                                               |                                  |       |
| 4319   | Ensanche de Vallecas-Gutiérrez Maroto  |                                               |                                  |       |
| 3957   | La Gavia-Centro Comercial              |                                               |                                  |       |
| 3959   | Las Suertes-Cañada del Santísimo       |                                               |                                  |       |
| 4321   | Las Suertes-Antonio Gades              |                                               |                                  |       |
| 5859   | Cardenal Tarancón-Antonio Gades        |                                               |                                  |       |
| 4322   | Cardenal Tarancón-Pilar Madariaga      |                                               |                                  |       |
| 51081  | Gran Vía del Sureste-Las Suertes       |                                               |                                  |       |
| 51036  | Gran Vía del Sureste-Ensanche Vallecas |                                               |                                  |       |
| 3935   | ENSANCHE VALLECAS                      | 142                                           | Valdecarros                      |       |

### Sentido Conde de Casal
| Código | Parada                                | Común con                                                         | Conexiones con Metro y Cercanías | Otros |
| ------ | ------------------------------------- | ----------------------------------------------------------------- | -------------------------------- | ----- |
| 3935   | ENSANCHE VALLECAS                     | 142                                                               | Valdecarros                      |       |
| 51082  | Gran Vía del Sureste-Las Suertes      |                                                                   |                                  |       |
| 5531   | Las Suertes-Gran Vía del Sureste      |                                                                   |                                  |       |
| 5536   | Las Suertes-Antonio Gades             |                                                                   |                                  |       |
| 4242   | Las Suertes-Cañada del Santísimo      |                                                                   |                                  |       |
| 4112   | La Gavia-Centro Comercial             |                                                                   |                                  |       |
| 4315   | Gutiérrez Maroto-Centro Comercial     | 142                                                               |                                  |       |
| 4320   | Ensanche de Vallecas-Gutiérrez Maroto |                                                                   |                                  |       |
| 3850   | Ensanche de Vallecas-Peñaranda        |                                                                   |                                  |       |
| 3980   | Metro La Gavia                        |                                                                   | La Gavia                         |       |
| 3978   | La Gavia-Ensanche de Vallecas         |                                                                   |                                  |       |
| 3976   | La Gavia-Las Suertes                  |                                                                   |                                  |       |
| 3973   | La Gavia-Villamayor de Santiago       |                                                                   |                                  |       |
| 2616   | Avenida Santa Eugenia-Fuentespina     | 63                                                                |                                  |       |
| 2615   | Fuentespina                           | 63                                                                |                                  |       |
| 4788   | Fuentespina-Centro de Salud           | 63                                                                |                                  |       |
| 2614   | Mediterráneo-Virgen de las Viñas      | 63                                                                |                                  |       |
| 2623   | Mediterráneo-Castrillo de Aza         | 63                                                                |                                  |       |
| 2613   | Mediterráneo-Democracia               | 63 E 312 312A 313 326 331 332 333 334 336 337 339 341 351 352 353 |                                  |       |
| 4283   | Mediterráneo-Fuente Carrantona        | E 312 312A 313 326 331 332 333 334 336 337 339 341 351 352 353    |                                  |       |
| 3352   | Mediterráneo-Pío Felipe               | E 331 332 333 334 339 341                                         |                                  |       |
| 2611   | Mediterráneo-Arroyo Fontarrón         | 63 143 E 331 332 333 339 341                                      |                                  |       |
| 4218   | CONDE DE CASAL                        |                                                                   | Conde de Casal                   |       |
| 2127   | Mediterráneo                          | 32 63                                                             |                                  |       |
| 2050   | Mariano de Cavia                      | 10                                                                |                                  |       |
| 51159  | Abtao-Av. del Mediterráneo            |                                                                   |                                  |       |